# James Vanlandschoot
James Vanlandschoot (né le 26 aout 1978 à Bruges) est un coureur cycliste belge.

## Biographie
Au mois d'octobre 2014, il prolonge le contrat le liant à son employeur pour une année supplémentaire. Il effectue donc sa quinzième et dernière année au sein du peloton professionnel en 2015.
En 2016, il devient chauffeur de bus de l'équipe Etixx-Quick Step.

## Palmarès

### Palmarès amateur
- 1999
  - 3e du Het Volk espoirs
  - 3e du Circuit du Westhoek
  - 3e de l'Omloop van de Grensstreek
- 2000
  - 3e étape du Triptyque des Monts et Châteaux
  - Deux Jours du Gaverstreek :
    - Classement général
    - 1re étape

  - 3e du Mémorial Danny Jonckheere

### Palmarès professionnel
- 2002
  - 3e du Grand Prix Rudy Dhaenens
- 2003
  - 2e de la Scandinavian Open Road Race
- 2008
  - 3e du Grand Prix Pino Cerami
- 2009
  - 3e du Prix national de clôture

## Classements mondiaux
| Année           | 2005 | 2006 | 2007 | 2008 | 2009 | 2010 | 2011 | 2012 | 2013 |
| --------------- | ---- | ---- | ---- | ---- | ---- | ---- | ---- | ---- | ---- |
| UCI Africa Tour |      |      |      | 74e  |      |      |      |      |      |
| UCI Asia Tour   | 182e |      |      |      |      |      |      |      |      |
| UCI Europe Tour | 579e | 303e | 645e | 330e | 242e | 451e | 450e | 835e | 499e |